# Usia sicula
Usia sicula är en tvåvingeart som beskrevs av Egger 1859. Usia sicula ingår i släktet Usia och familjen svävflugor. Inga underarter finns listade i Catalogue of Life.